# Kemal Halim Gürgen
Kemal Halim Gürgen (alb. Qemal Omari; ur. 1900 w Gjirokastrze, zm. 17 listopada 1962) – turecki piłkarz i trener piłkarski pochodzenia albańskiego, reprezentant Turcji.

## Życiorys
W latach 1926–1931 grał w Istanbulsporze, był również kapitanem tegoż klubu oraz członkiem reprezentacji Turcji. W kwietniu 1932 przybył do Albanii, gdzie do 1938 roku piastował funkcję trenera klubu Skënderbeu Korcza; w 1933 roku klub ten zdobył tytuł mistrza kraju.
Należał do trzech tureckich związków sportowych, w 1936 roku został członkiem zarządu Türkiye Futbol Federasyonu.

## Upamiętnienie
Na terenie jednej ze szkół średnich w Stambule wzniesiono popiersie z jego wizerunkiem.

## Życie prywatne
Miał syna İskendera.